# Llanfair Talhaiarn
Llansannan – to wieś leżąca około 5 mil na południe od Abergele w Hrabstwie Conwy, w Walii, dawniej w Denbighshire.